# 皖南黑猪
皖南黑猪是安徽省地方猪种、国家级畜禽遗传资源保护品种。
皖南黑猪原产于安徽省南部山区，中心产区在宁国市和绩溪县。皖南黑猪包括杨山黑猪（因宁国杨山村得名）和绩溪黑猪两个类群。
绩溪黑猪俗称 “荆州黑铁”，1958 年定名为荆州黑猪。1982 年，改名“绩溪黑猪”，绩溪黑猪与杨山猪统称为皖南黑猪。1984年列入《安徽省地方畜禽品种志》，2009年列入安徽省级畜禽遗传资源保护名录。
皖南黑猪全身为黑色，耳下垂。根据头型大致分两类：狮头型（短嘴型，也称狮子头、八卦头）、马脸型（长嘴型）。
2014年，列入国家级畜禽遗传资源保护名录。